# Преходна икономика
Преходна икономика е икономика, която се променя от централно-планова икономика към свободен пазар. Преходните икономики преминават през икономическа либерализация, където пазарните сили определят цените, а не централно-планова организация, като бариерите пред търговията са премахнати, прави се приватизация на правителствено-притежавани предприятия и ресурси, и се създава финансов сектор, който да улесни макроикономическата стабилизация и движението на частния капитал  През процеса са преминали Китай, бившия Съветски съюз и страните от СИВ, и множество страни от Третия свят.